# Mercedes D III

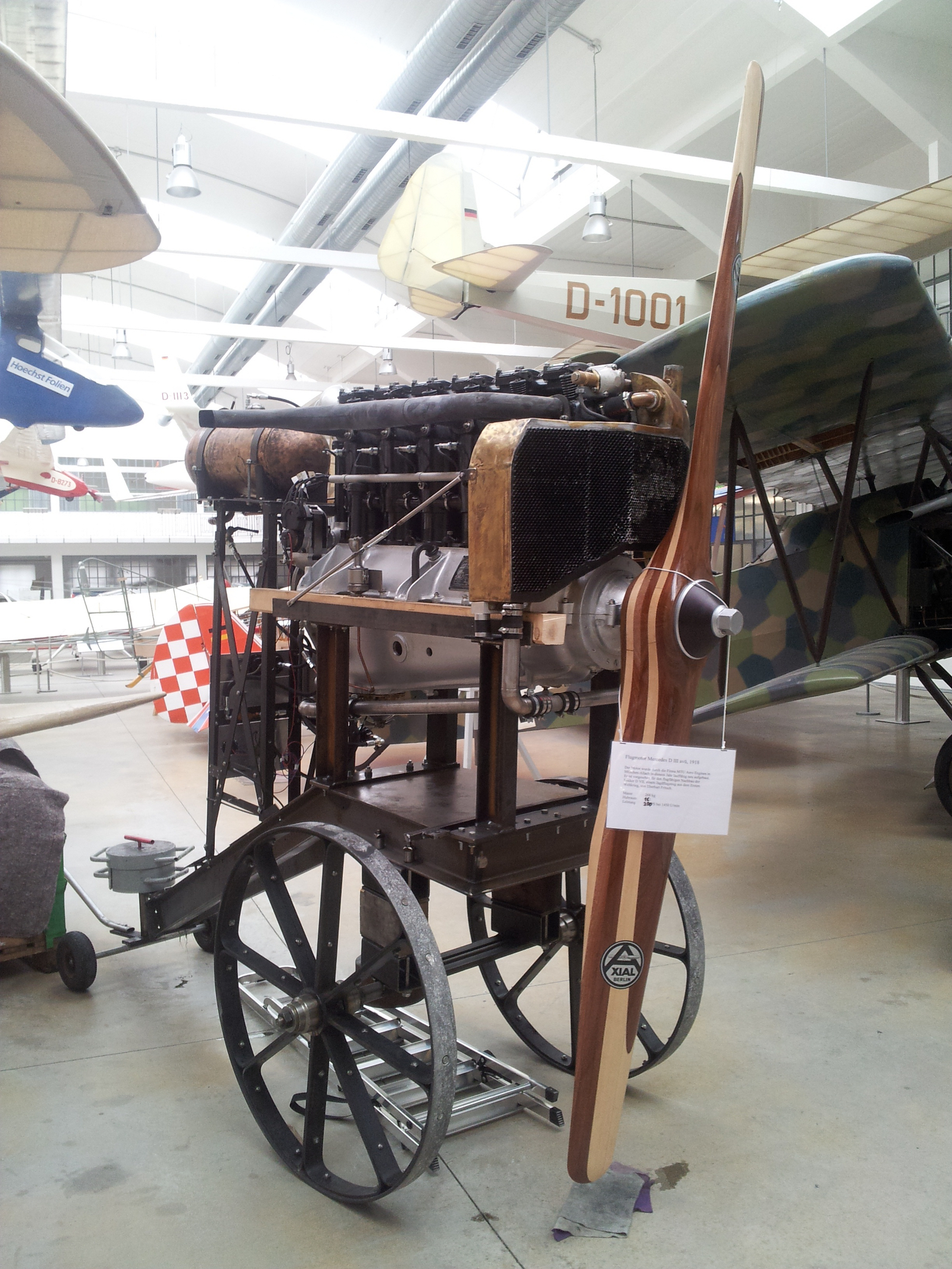
Mercedes D III in der Flugwerft Schleißheim

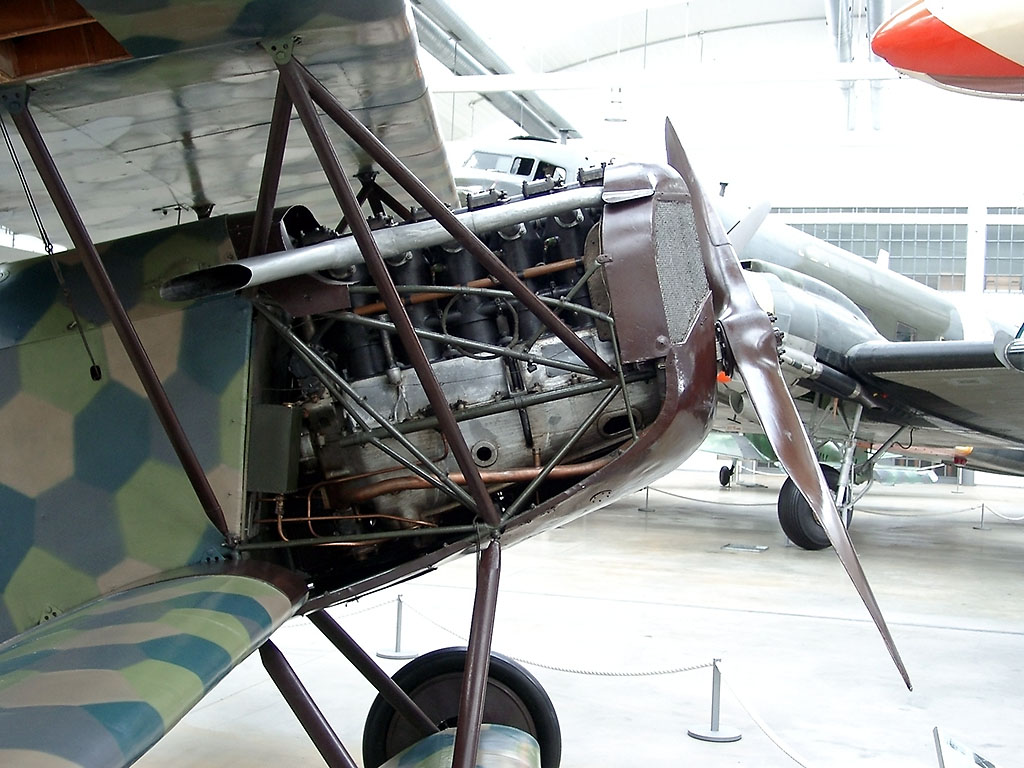
Ein Mercedes D IIIa in einer Fokker D.VII

Der Mercedes D III war ein Flugmotor der Daimler-Motoren-Gesellschaft. Der Sechszylinder-Reihenmotor mit einer Dauerleistung von 120 kW (160 PS) und Flüssigkeitskühlung kam ab 1915 in verschiedenen Maschinen der Fliegertruppe des Deutschen Heeres zum Einbau. Aufgrund der Fronterfahrungen erfolgte im zweiten Halbjahr 1916 ohne Leistungserhöhung die Überarbeitung zum D IIIa, von dem bis 1918 insgesamt 12.000 Stück ausgeliefert wurden. Der Mercedes D IIIa ist damit der meistgebaute deutsche Flugmotor des Ersten Weltkriegs. Als Vorläufer dieses Motors ist der Mercedes D II bekannt.

## Konstruktion
Das Kurbelgehäuse ist horizontal geteilt. Die einzelne obenliegende Nockenwelle wird von einer Königswelle angetrieben. Die hängenden Ventile werden durch Rollenkipphebel betätigt. Die Zylinder sind einzeln angeordnet und besitzen separate Kühlwassermäntel aus aufgeschweißtem Stahlblech. Die Ansaugluft wird durch das Kurbelgehäuse den Vergasern zugeführt. Das Kühlmittel wird mit einer Pumpe umgewälzt. Die zwei Zündkerzen je Zylinder (Doppelzündung) werden von zwei Bosch-Anlass-Magnetzündern angesteuert. Diese bringen schon während des Ankurbelns den Magnetanker auf eine hohe Drehzahl, um ausreichend starke Zündfunken zu erzeugen.

## Mercedes D IV/D IVa

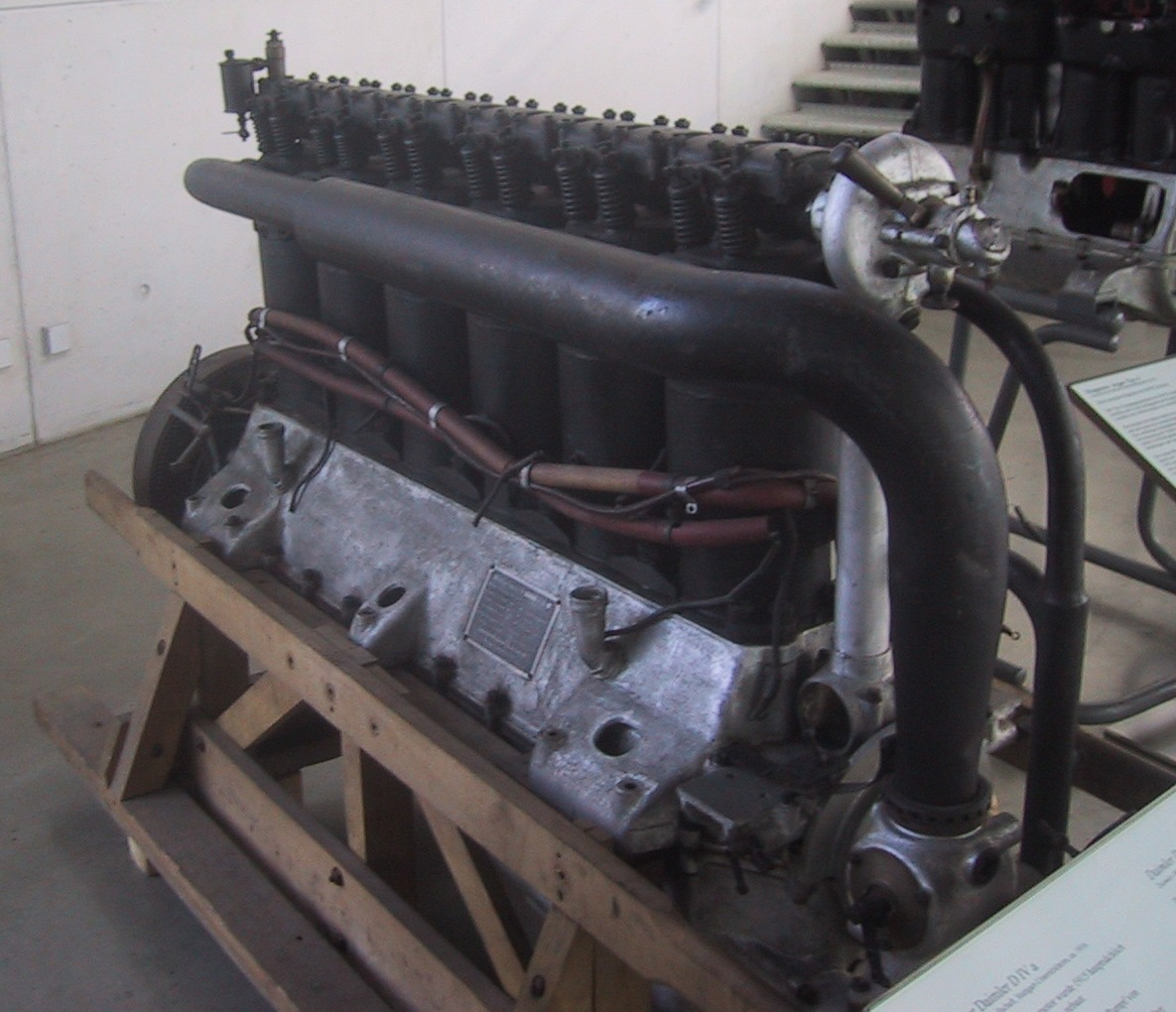
Ein Mercedes D IVa im Deutschen Museum München

Unter Beibehaltung von Bohrung und Hub entstand aus dem D III durch das Hinzufügen von zwei weiteren Zylindern der Achtzylindermotor Mercedes D IV, der Ende 1915 die Abnahmeprüfung durchlief. Das Triebwerk mit 19,7 Litern Hubraum und einer Leistung von 160 kW (220 PS) war der erste deutsche Serien-Flugmotor mit einem Luftschraubengetriebe, wurde aber auch ohne dieses ausgeliefert. Durch die große Baulänge ergaben sich Probleme sowohl bei der Gehäusesteifigkeit als auch der Schwingungsfestigkeit der Kurbelwelle und die Produktion wurde nach der Lieferung von 429 Stück wieder eingestellt.
Daher wurde nun, wieder auf Basis des D III, ein stärkerer Sechszylindermotor konstruiert. Durch Vergrößerung der Bohrung von 140 auf 160 mm und des Hubs von 160 mm auf 180 mm sowie dem Einsatz der Vierventiltechnik entstand der Mercedes D IVa mit 21,7 Litern Hubraum und einer Leistung von 194 kW (260 PS), der im Juni 1916 die Abnahmeprüfung bestand.

## Verwendung
Die Mercedes D-III/D-IIIa-Motoren wurden in Maschinen fast aller Hersteller eingebaut:
- AEG C.I, C.IV
- Albatros C.III, D I, D.II, D.III, D.V
- Fokker D.IV, D.VII
- Friedrichshafen FF 33, FF 43, FF 60
- Hansa-Brandenburg GNW
- Halberstadt CL.II
- Hannover CL.III
- Junkers J 2, J 3, CL.I
- Pfalz D.III
- Roland C.II, D.II, D.VI
- Rumpler C.I
- Sablatnig SF 1, SF 2

## Technische Daten
| Kenngrößen              | Daten                          |
| ----------------------- | ------------------------------ |
| Hersteller              | Daimler-Motoren-Gesellschaft   |
| Baujahr                 | 1916–1918                      |
| Bauart                  | 6-Zylinder-Reihenmotor         |
| Hubraum (Bohrung × Hub) | 14,8 l (140 mm × 160 mm)       |
| Verdichtung             | 4,6:1                          |
| Trockenmasse            | 268 kg                         |
| Startleistung           | 130 kW (180 PS) bei 1450 min−1 |
| Dauerleistung           | 120 kW (160 PS) bei 1400 min−1 |